# Parc de Wisterzée
Le parc de Wisterzée est un parc classé situé sur le territoire de la commune belge de Court-Saint-Étienne en Brabant wallon.

## Localisation
Le parc, délimité par l'avenue des Combattants, le clos de l'Aciérie, l'avenue Paul Henricot et la rue Ernest Cosse, se situe face à l'ancien site n°2 des Usines Émile Henricot, au Parc à Mitrailles et à l'avenue de Wisterzée.

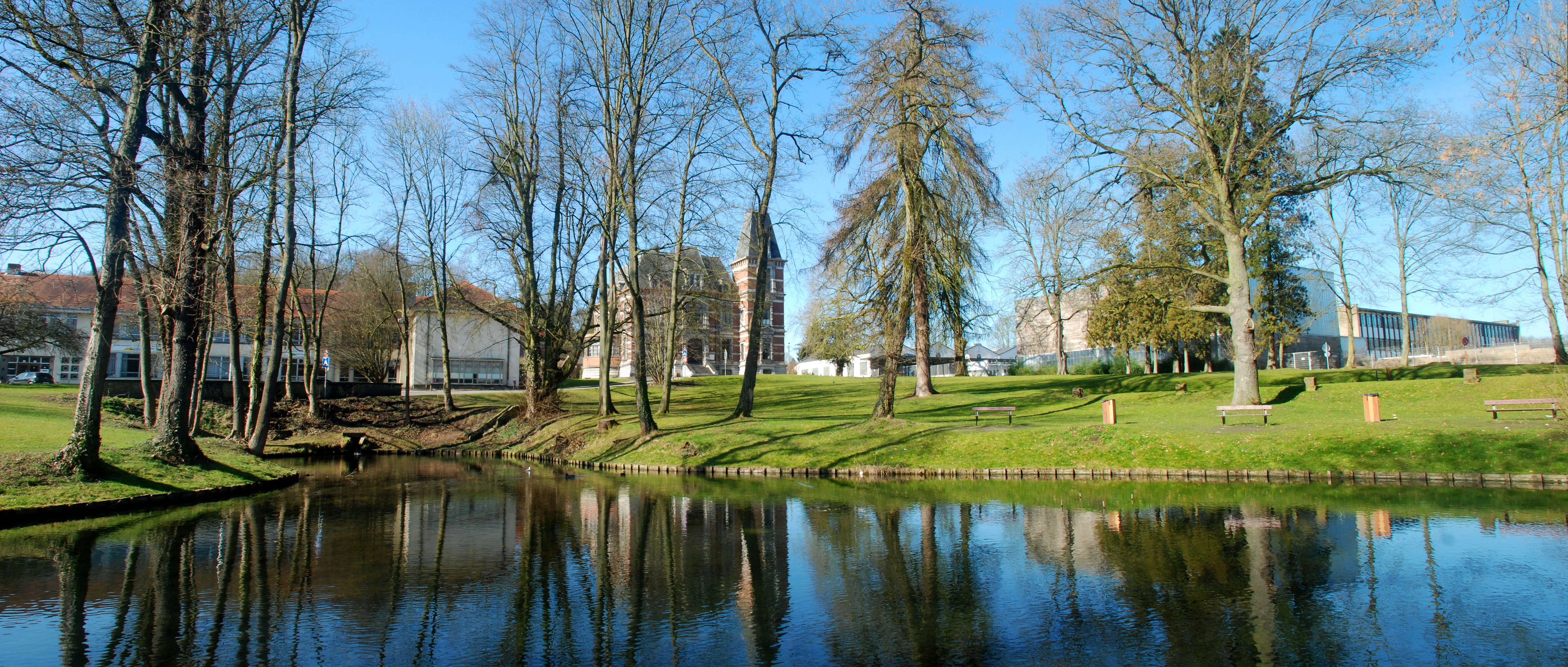
Vue panoramique du parc et du château de Wisterzée en hiver.

## Historique
Le parc est dominé par la silhouette du château de Wisterzée, construit en 1874 par le notaire Debroux en style Renaissance flamande.
Le parc de Wisterzée fait l'objet d'un classement comme site depuis le 7 juillet 1976.
En 1995, la Région wallonne classe une dizaine d'arbres du parc de Wisterzée comme arbres remarquables.

## Description

### Le parc et ses arbres remarquables

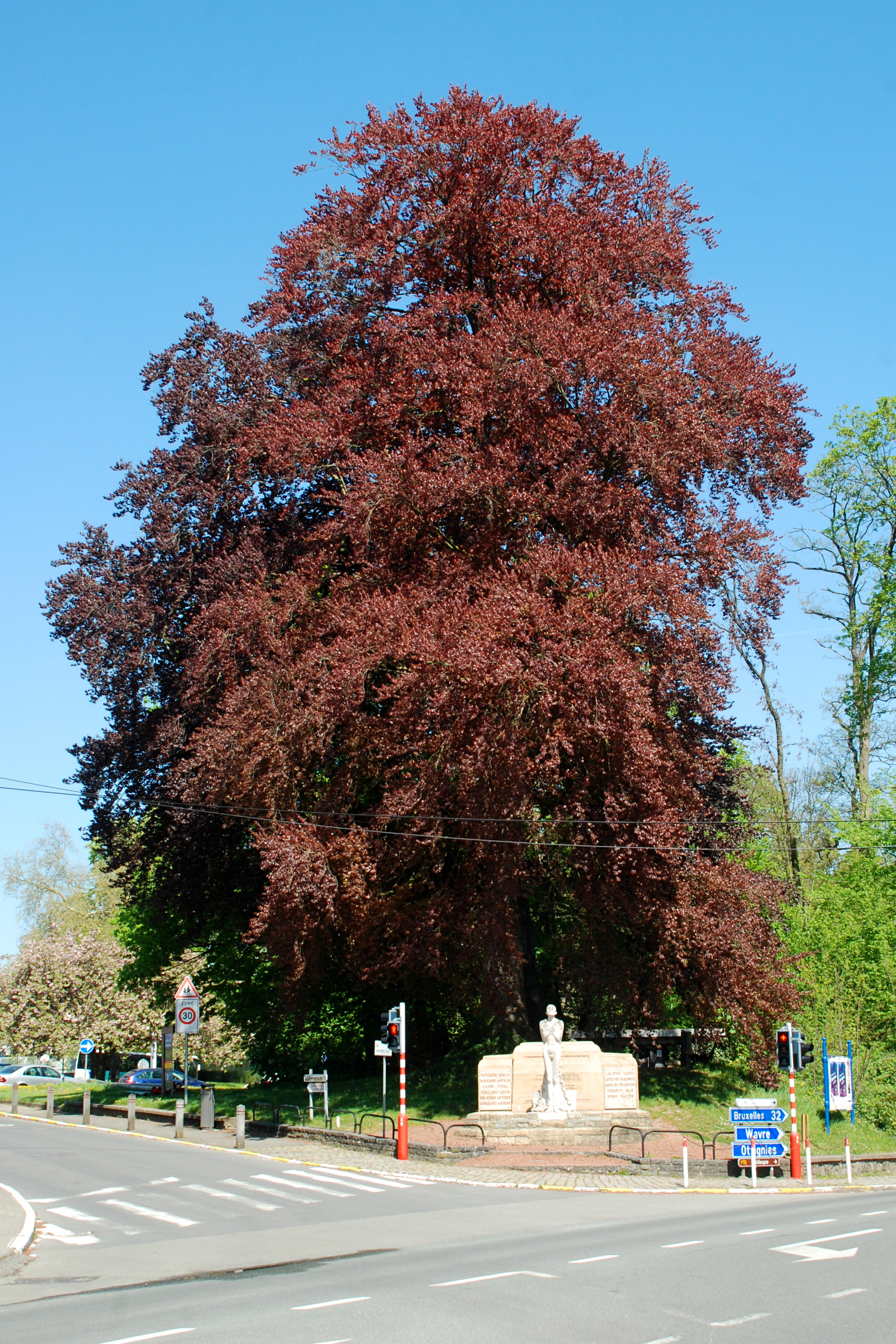
Hêtre pourpre.

La partie basse du parc, près de l'avenue des Combattants, est occupée par un étang d'où jaillit une fontaine en été.
Le parc abrite dix arbres remarquables, recensés par la Région wallonne :
- hêtre pourpre (Fagus sylvatica purpurea, 30m)
- hêtre commun Purpurea Quercoides (Fagus sylvatica Purpurea Quercoides, 30m)
- marronnier d'Inde (Aesculus hippocastanum, 30m)
- charme commun (Carpinus betulus, 29m)
- mélèze d'Europe(Larix decidua, 31m)
- marronnier d'Inde (Aesculus hippocastanum, 32m)
- platane commun (Platanus x acerifolia, 27m)
- if commun (Taxus baccata, 15m)
- érable plane (Acer platanoides, 31m)
- hêtre pourpre (Fagus sylvatica purpurea, 34m)

Tous ont été répertoriés le 7 juillet 1995 par la Région wallonne sauf le dernier, répertorié le 20 mars 2003.

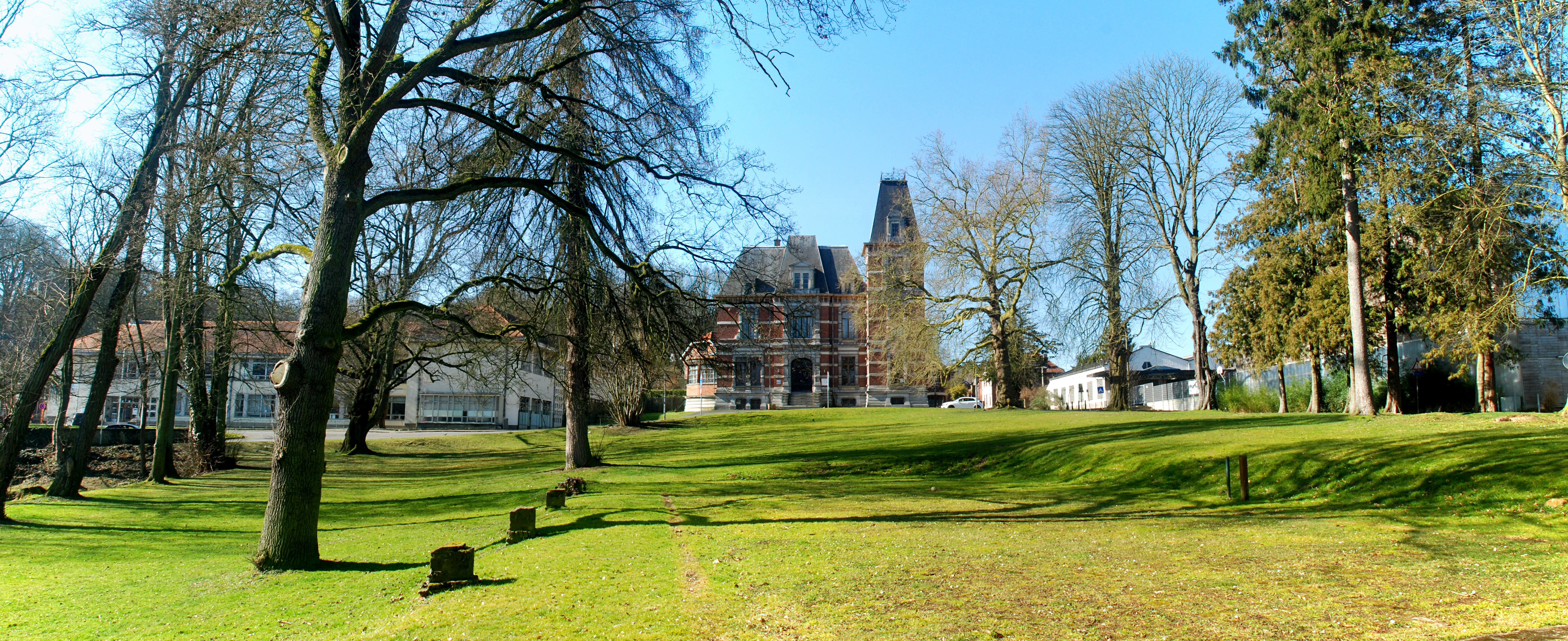
Le château vu depuis le parc.
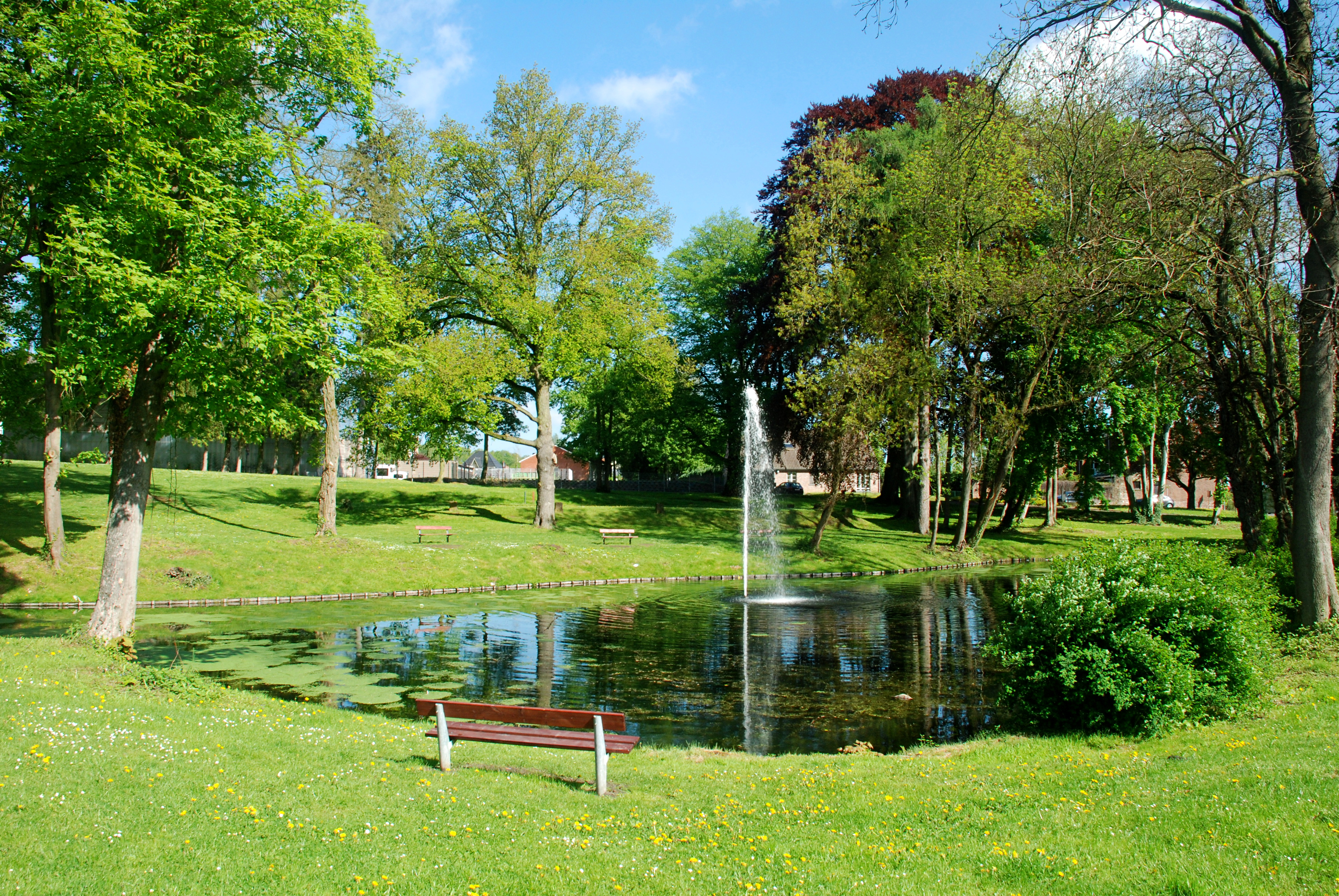
L'étang et sa fontaine en été.

### Le château de Wisterzée

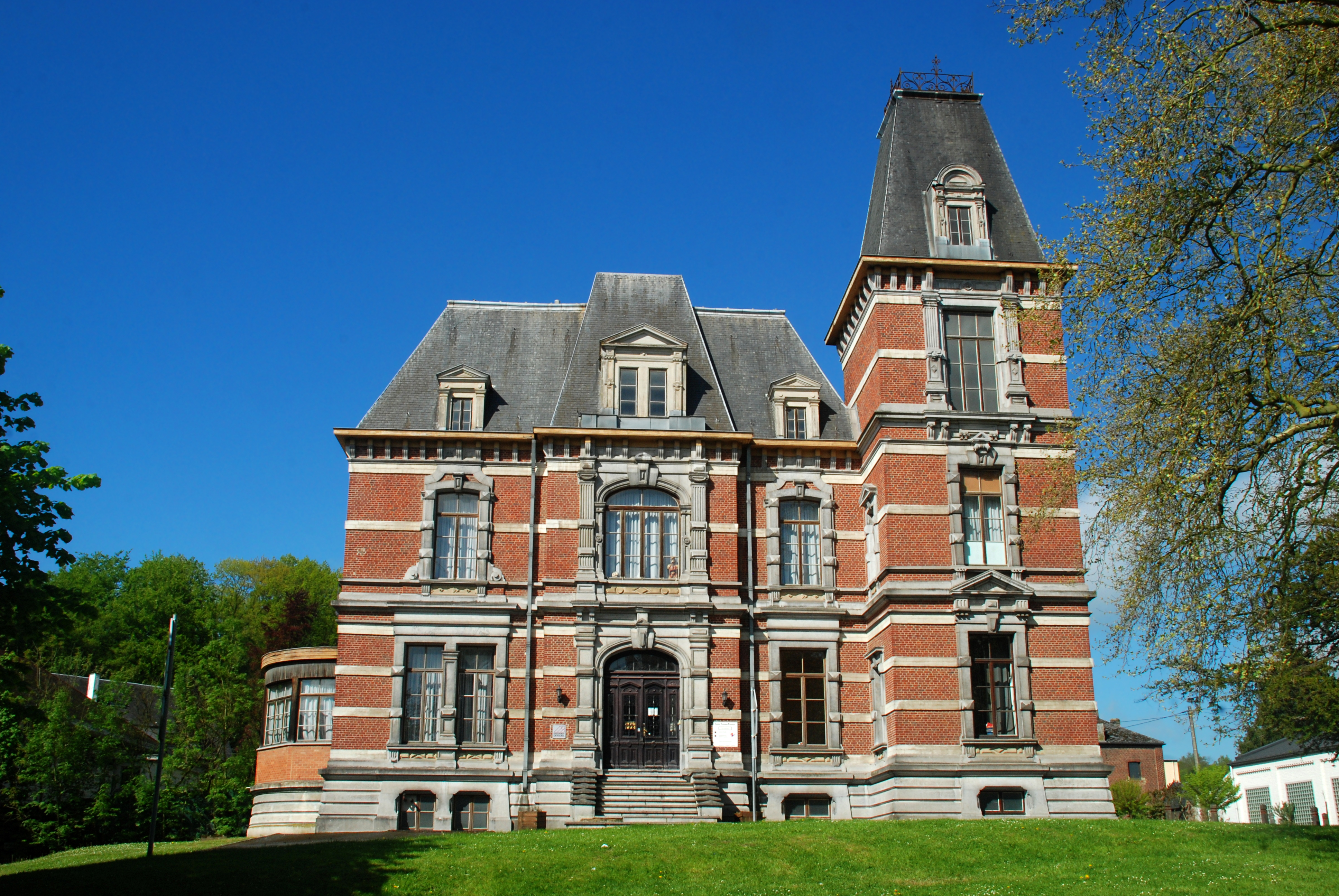
Le château de Wisterzée.

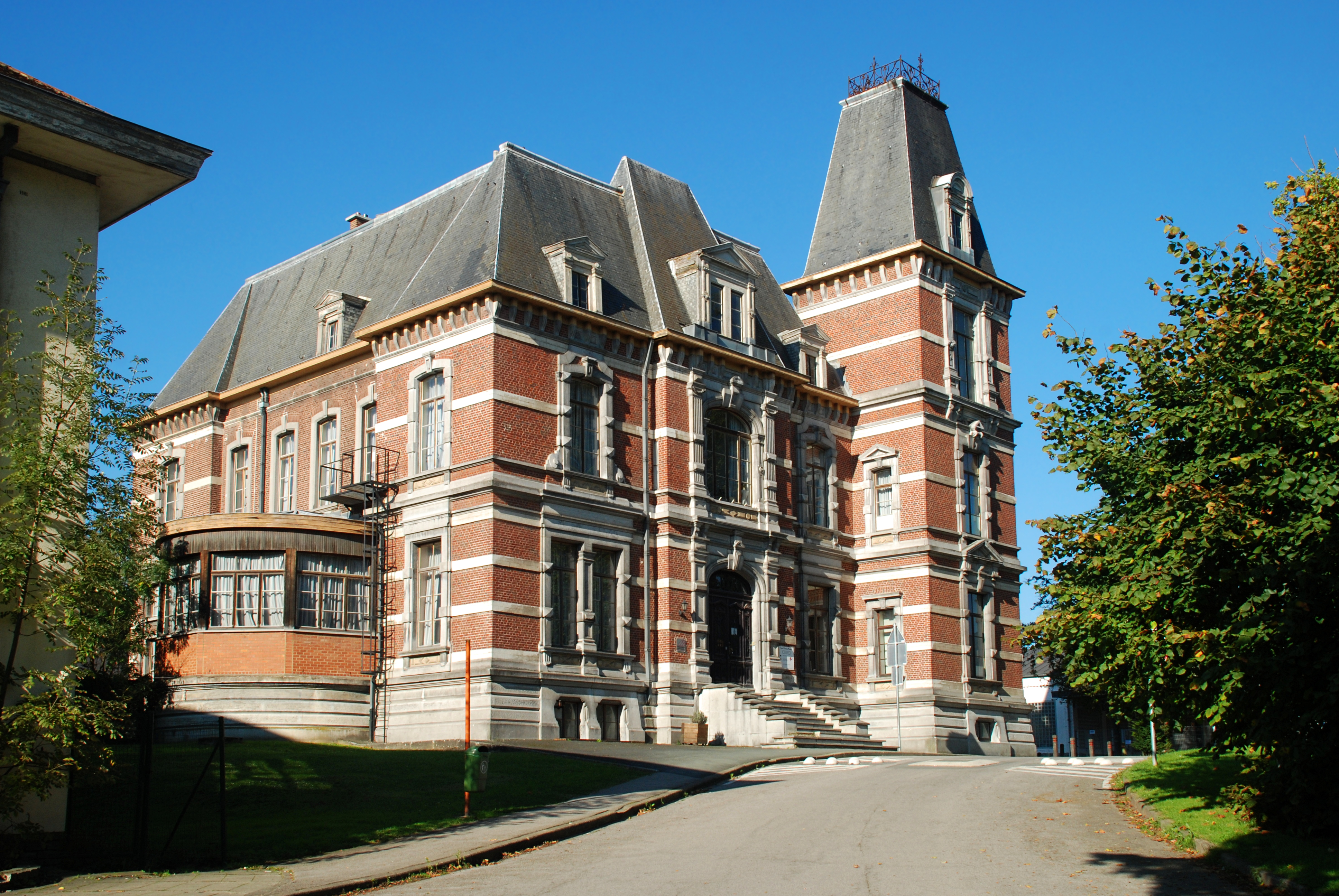

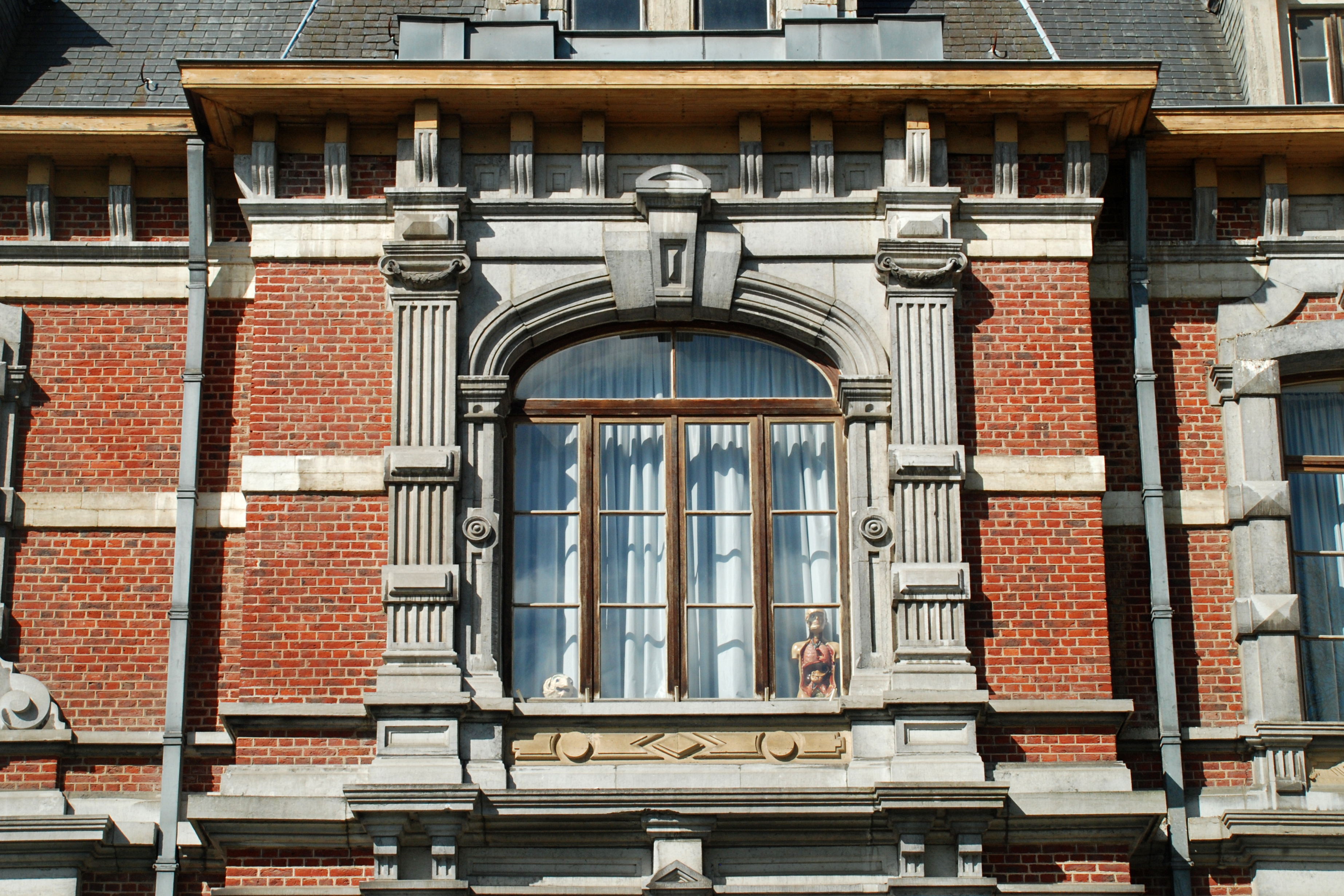
Baie de l'étage de la travée d'entrée.

Au-dessus du parc se dresse la silhouette du château de Wisterzée, construit en 1874 par le notaire Debroux en style éclectique inspiré de la Renaissance flamande.
Les façades du château présentent une belle polychromie due à la combinaison de la brique rouge, de la pierre bleue (petit granit) et de la pierre blanche.
Le château, dont la façade principale est orientée à l'est, est composé d'un corps principal et d'une tour située au nord.
La façade principale comporte un puissant soubassement en pierre bleue et deux niveaux construits en brique rouge. Cette façade, striée de bandeaux de pierre blanche, comporte trois travées. La travée centrale en saillie (formant donc un « avant-corps ») est précédée d'un escalier qui donne accès à une porte monumentale dont l'encadrement mouluré, flanqué de pilastres massifs, porte un arc surbaissé dont la clé d'arc en fort relief est surmontée d'un petit fronton triangulaire.
Portée par un entablement soutenu par des consoles à triglyphes, la baie de l'étage qui surmonte la porte est flanquée de pilastres cannelés surmontés de chapiteaux ioniques : sa clé d'arc est surmontée d'un petit fronton courbe, qui répond au fronton triangulaire du niveau inférieur. Les fenêtres des travées latérales sont ornées de bossages en pointe-de-diamant.
Le château de Wisterzée est occupé actuellement par l'Institut Technique Provincial (ITP), qui possède plusieurs autres bâtiments autour du parc.

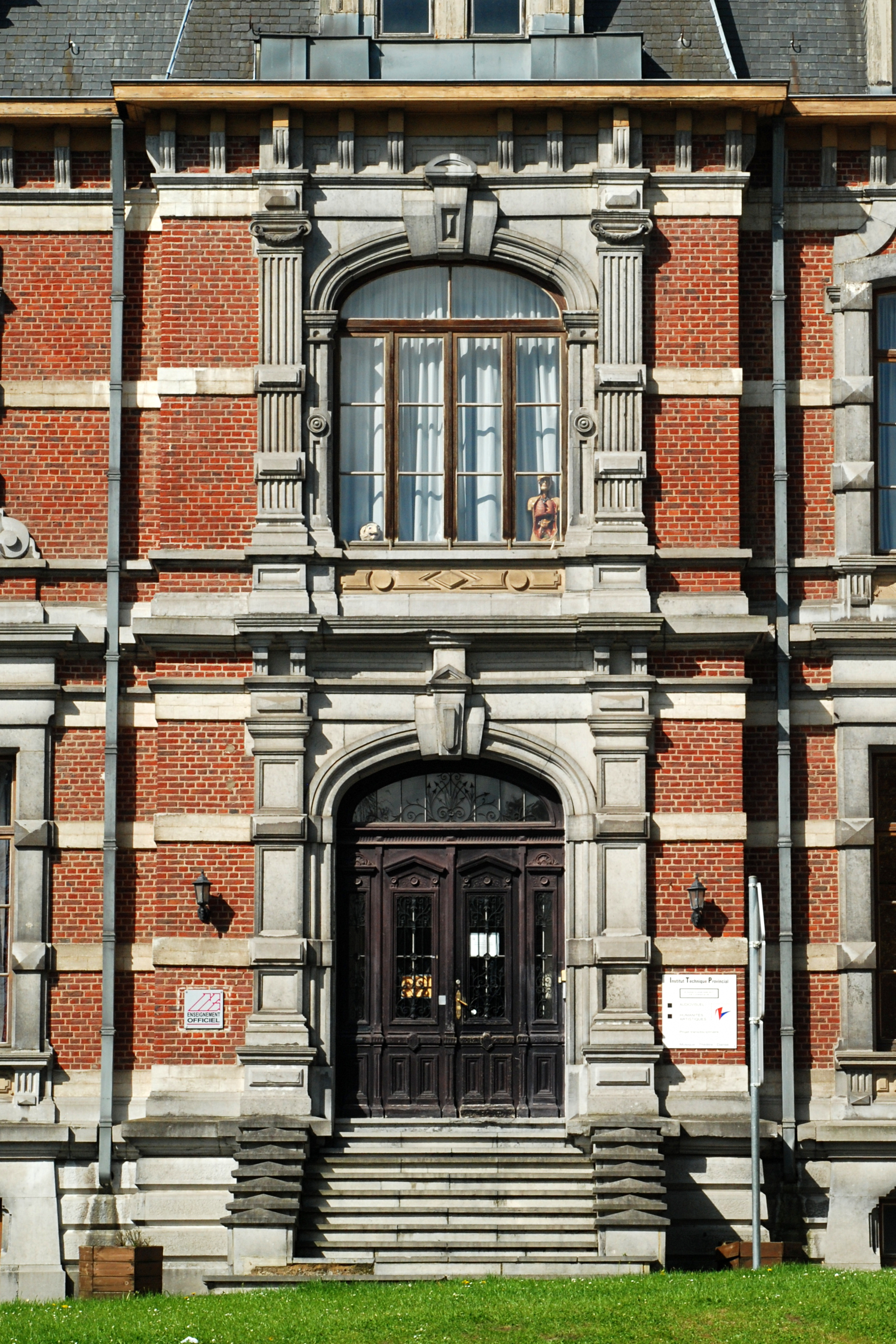
La travée d'entrée.
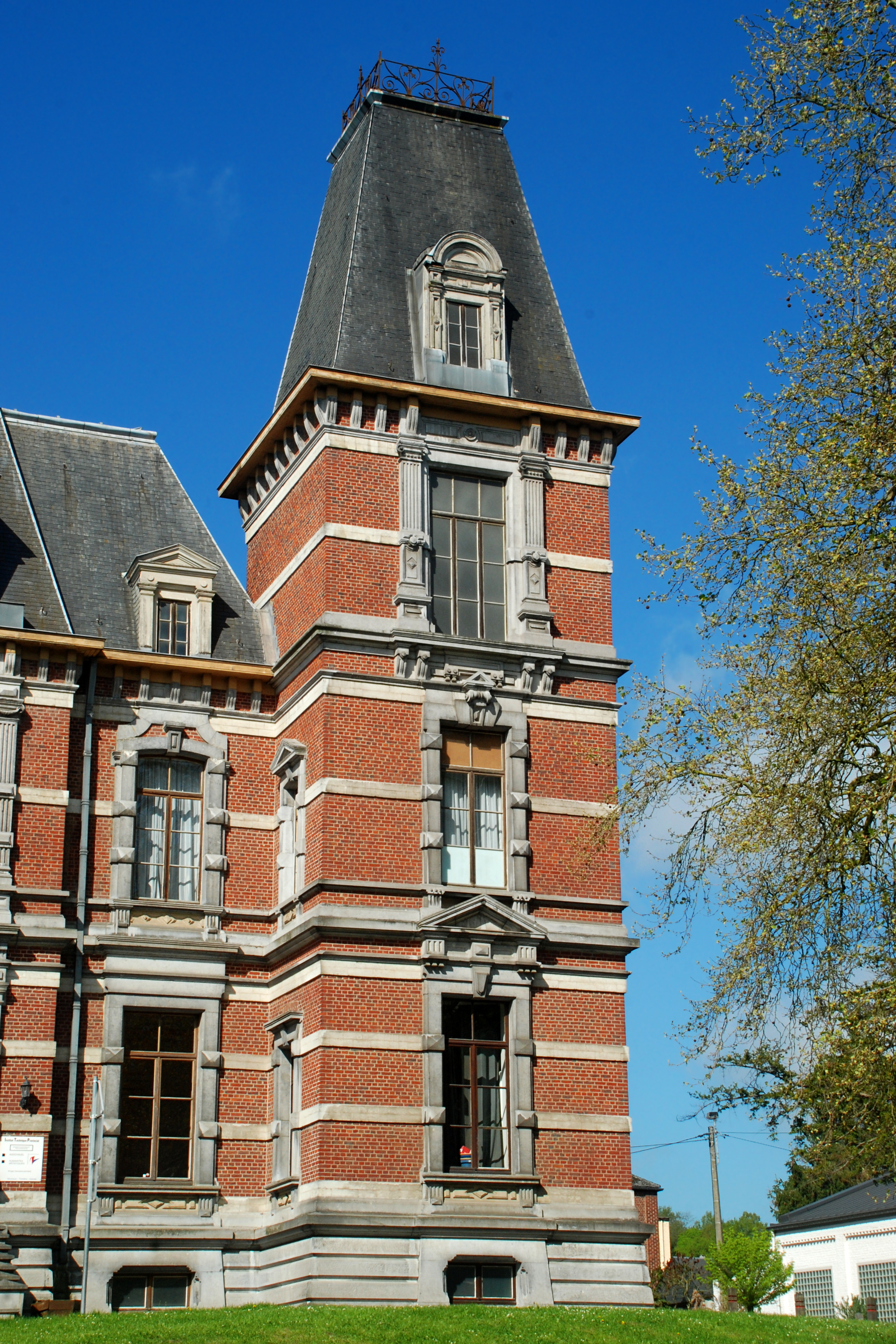
La tour.
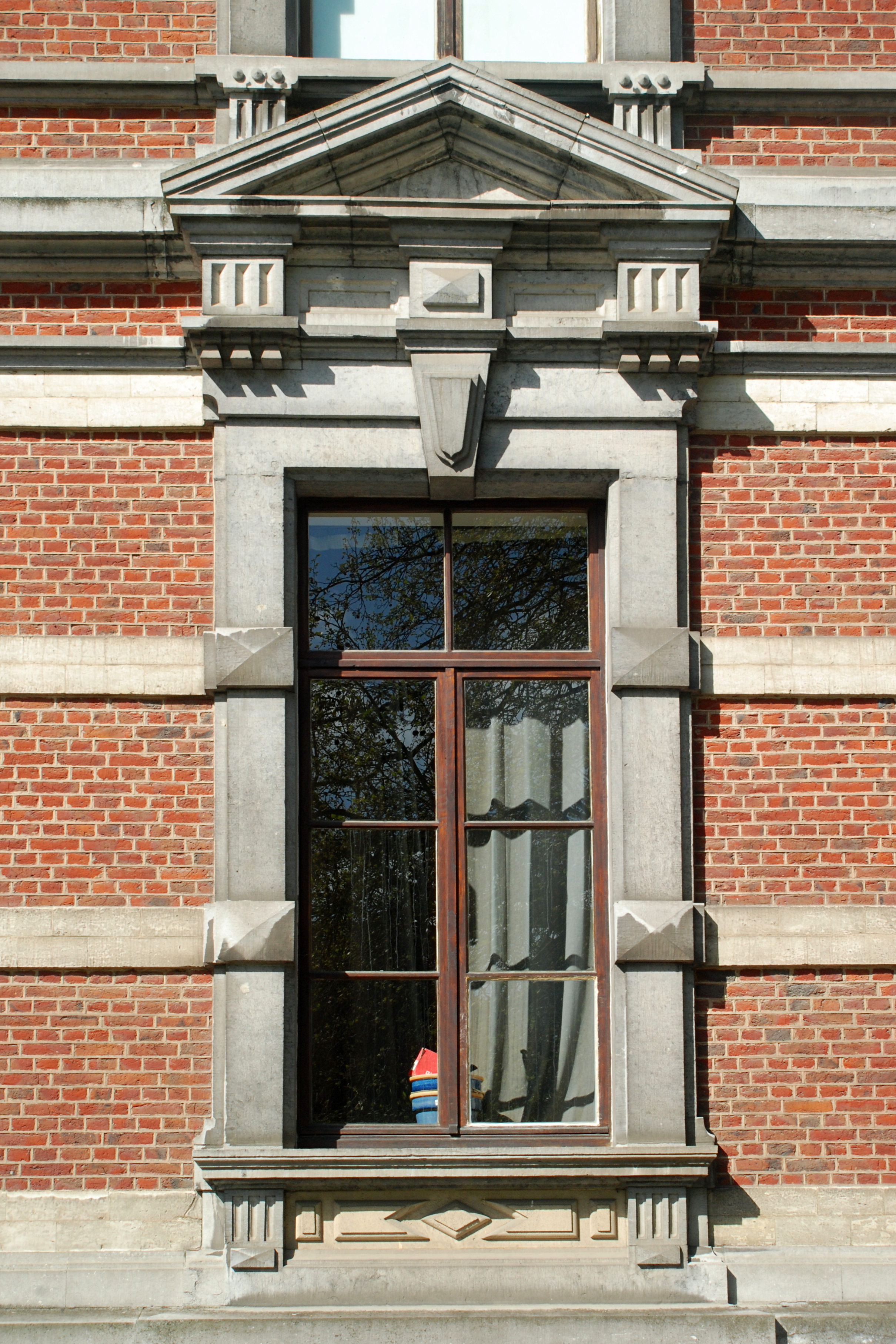
Fenêtre de la tour.

### Le Monument aux victimes civiles du nazisme (monument aux résistants martyrs)
À la pointe sud du parc, à l'angle de l'avenue des Combattants et de la rue Ernest Cosse, se dresse le Monument aux victimes civiles du nazisme, dont le style évoque l'Art déco.
Il est constitué du monument proprement dit, inauguré en 1951, et d'une statue réalisée en 1966 par le sculpteur bruxellois Louis Van Cutsem (1909-1992).
Derrière la statue, qui représente un homme enchaîné, le panneau central du monument et un bloc de pierre inséré dans le soubassement honorent la mémoire des résistants martyrs de la commune,,. Les panneaux latéraux portent les noms d'une douzaine de résistants.

Monument aux victimes civiles du nazisme
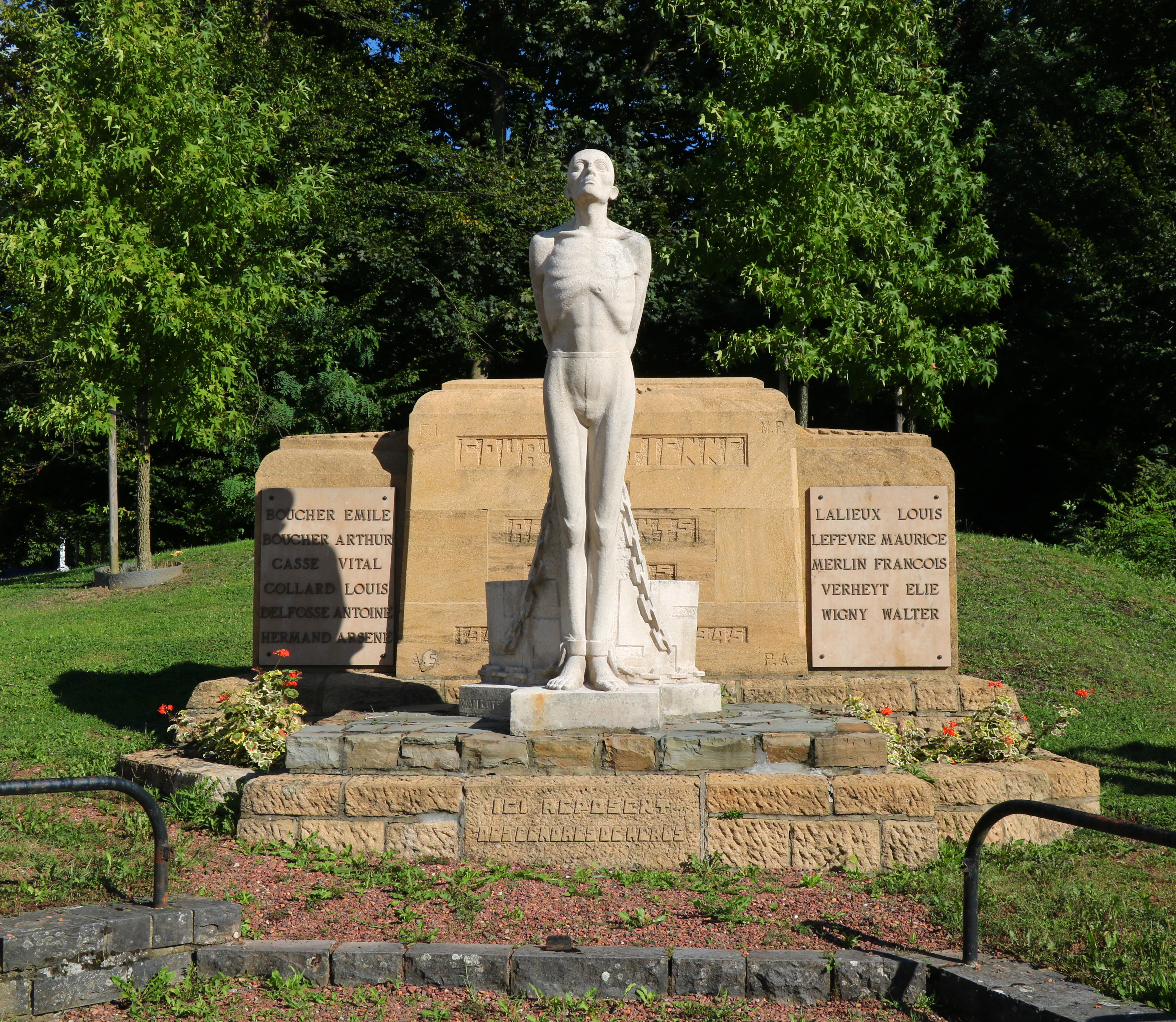
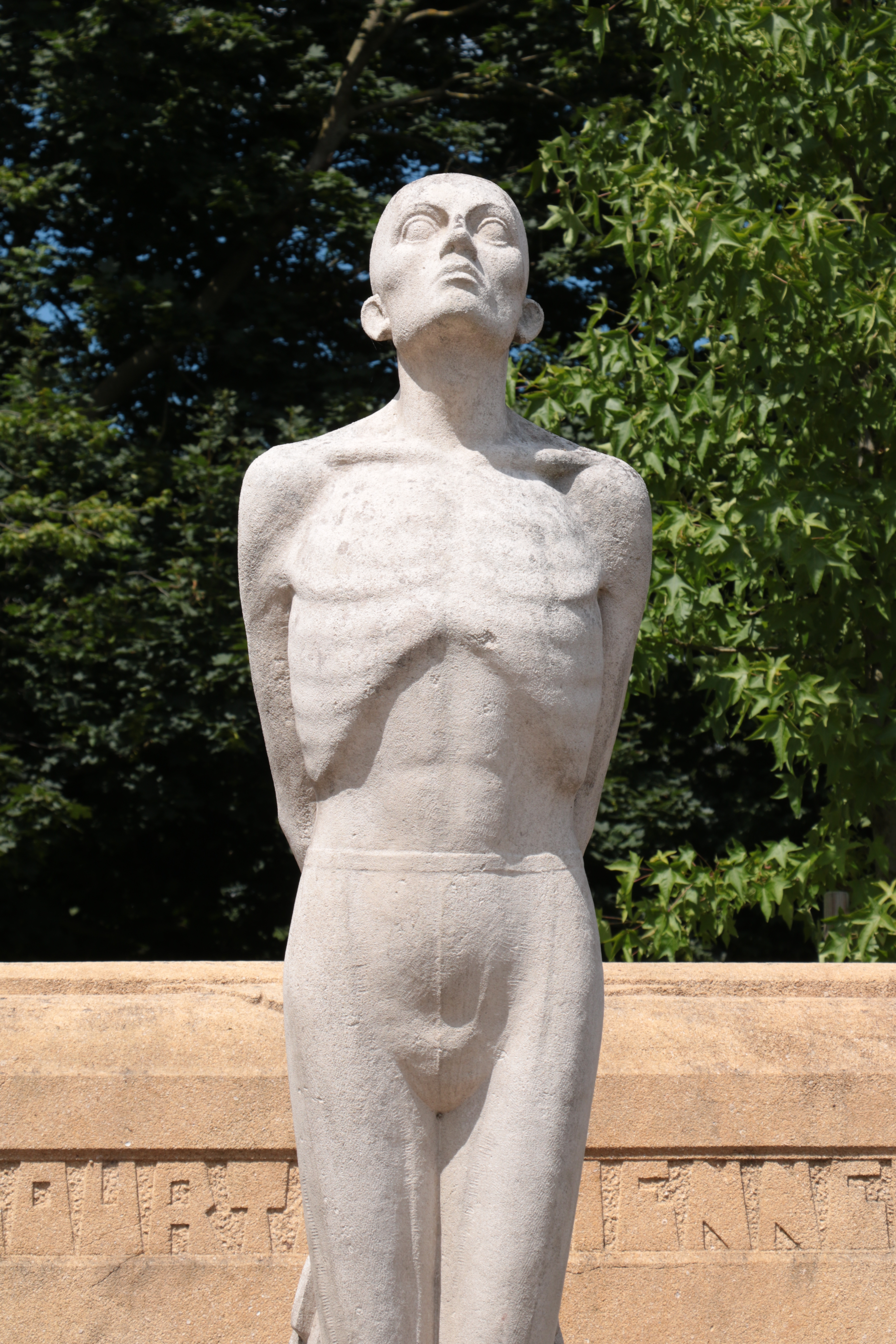
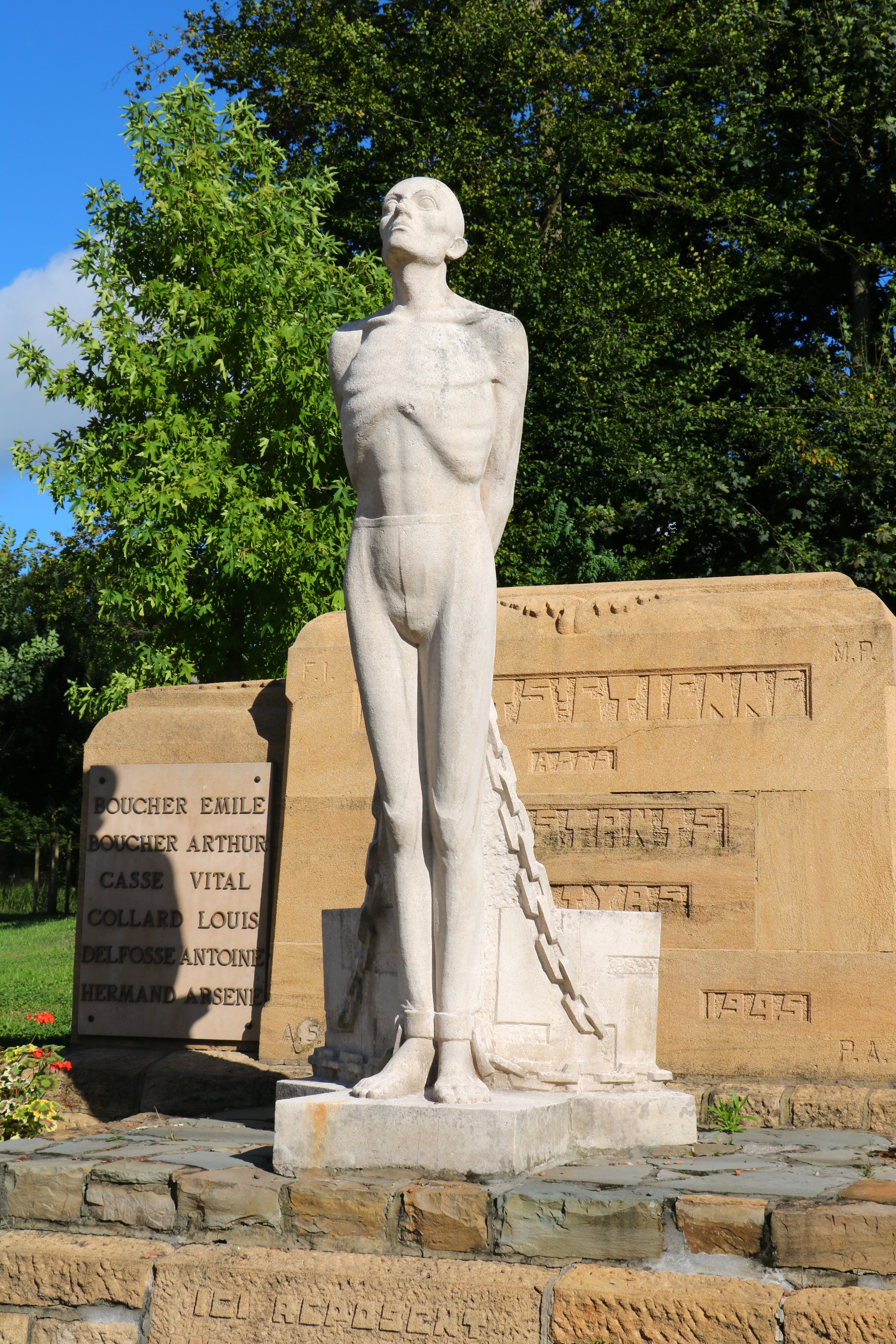

### Le monument à la reine Astrid
En 1938, à l'initiative du Front des Anciens combattants de Court-Saint-Étienne, un buste en bronze de la reine Astrid, décédée trois ans plus tôt, est érigé dans le Parc de Wisterzée.
Mais ce buste est volé en 2001. L'association du Patrimoine Stéphanois se livre alors à une véritable enquête et découvre que la statue est en fait l'œuvre du sculpteur belge Victor Rousseau et que la ville de La Louvière possède encore les moules de Victor Rousseau qui permettraient de créer un nouveau buste.
Contactés par le Patrimoine Stéphanois, les descendants du sculpteur acceptent qu'un nouvel exemplaire de la statue soit fabriqué à partir de ces moules : la nouvelle statue est inaugurée le 17 novembre 2017.

Monument à la reine Astrid
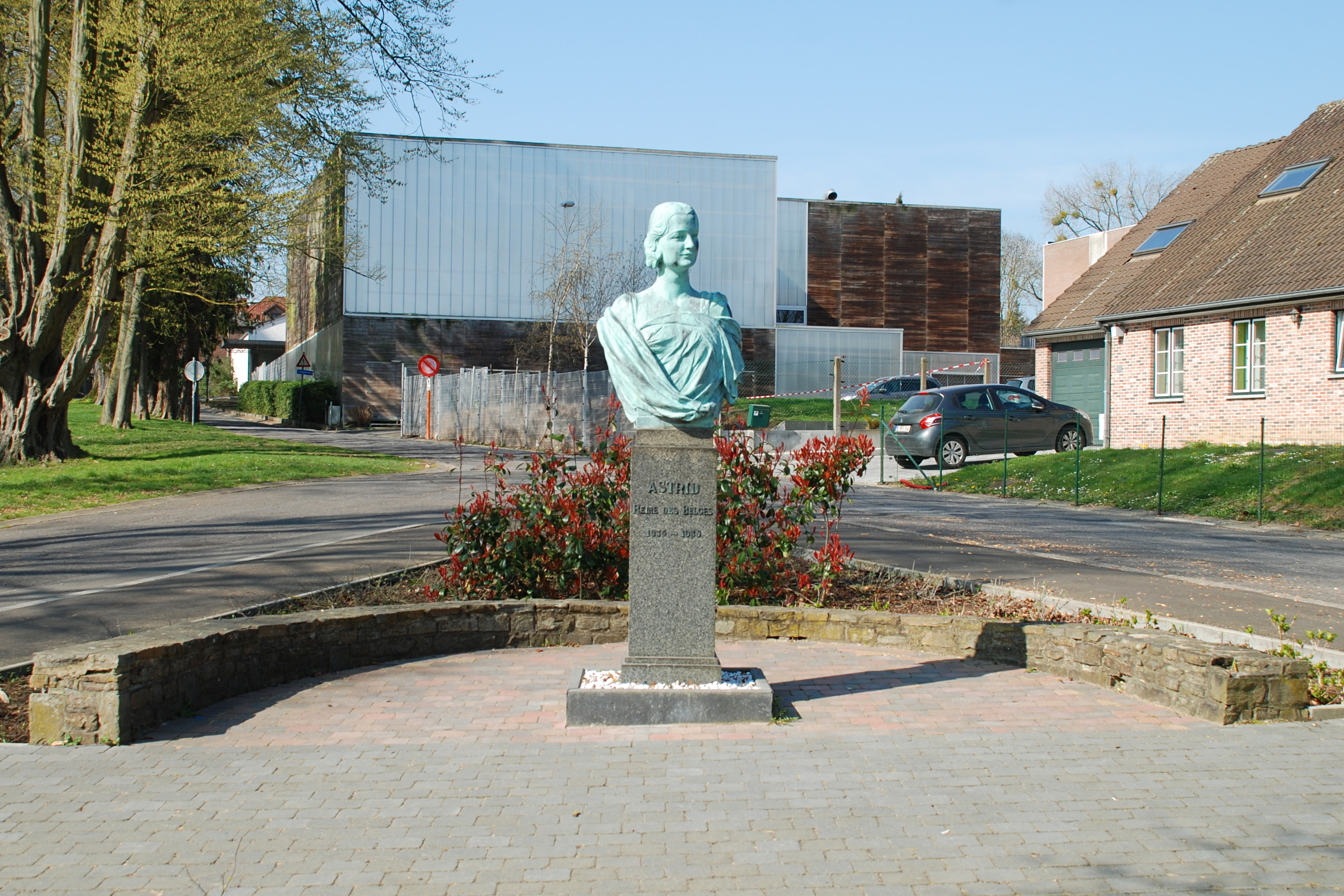
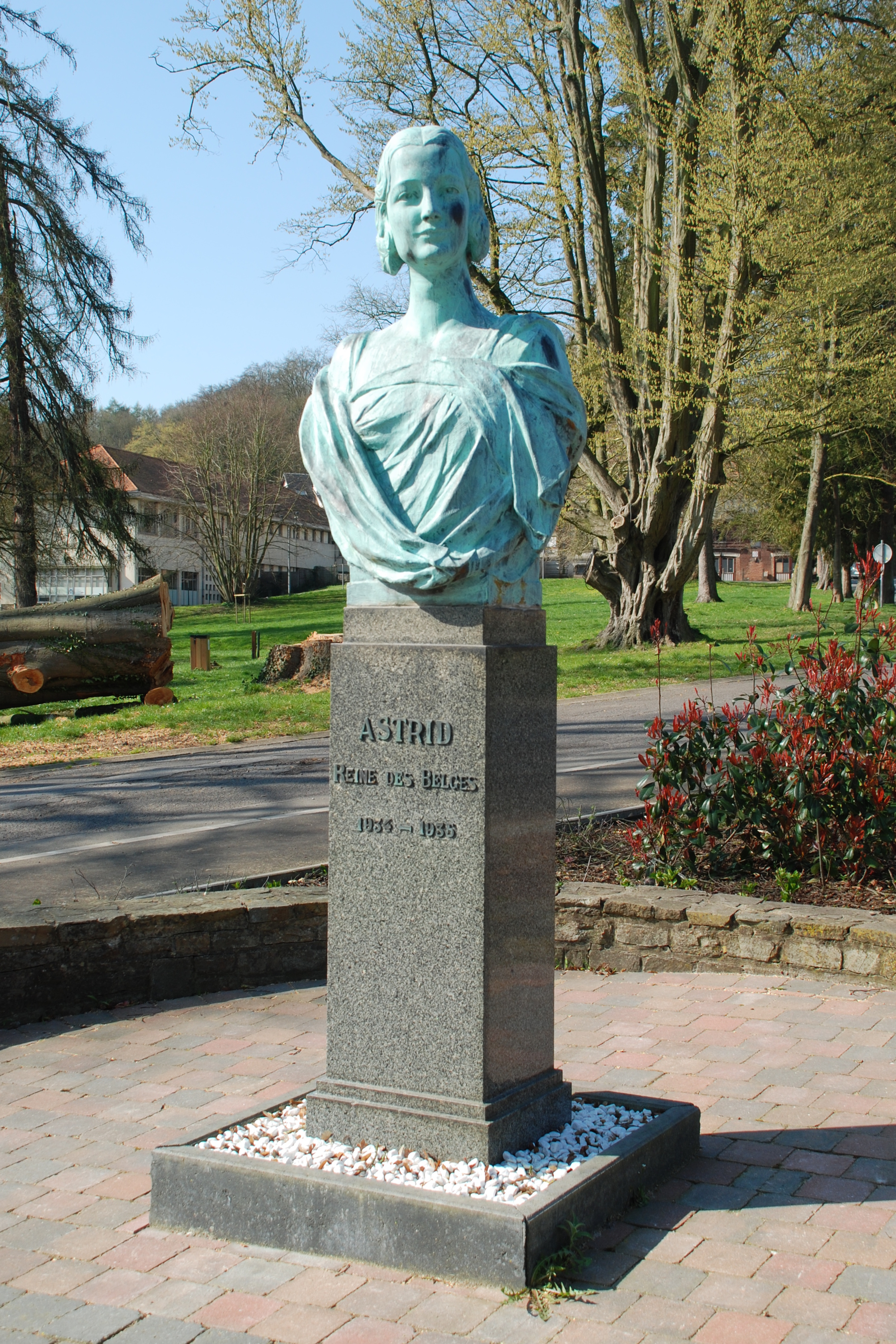
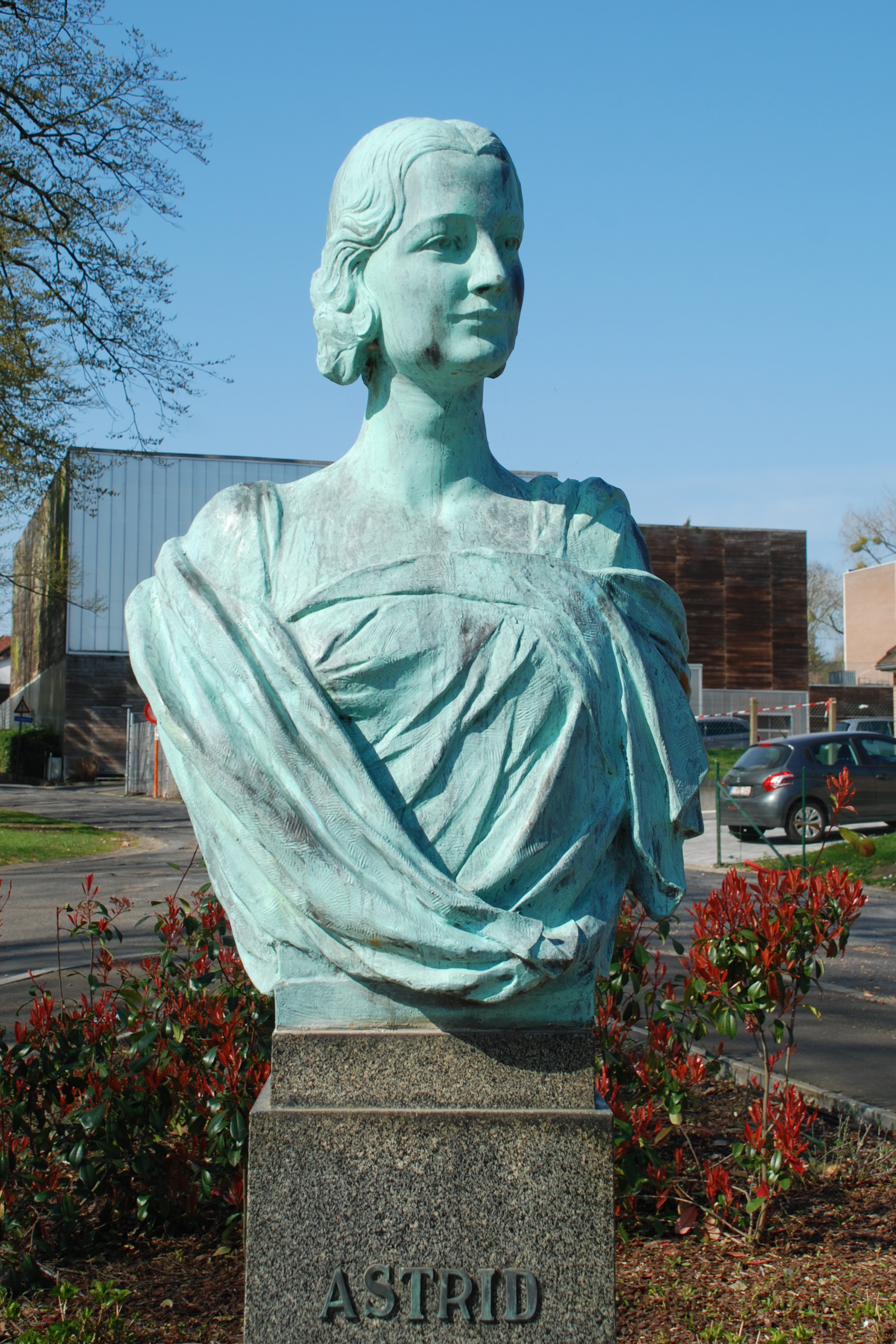

### Les maisons néo-classiques

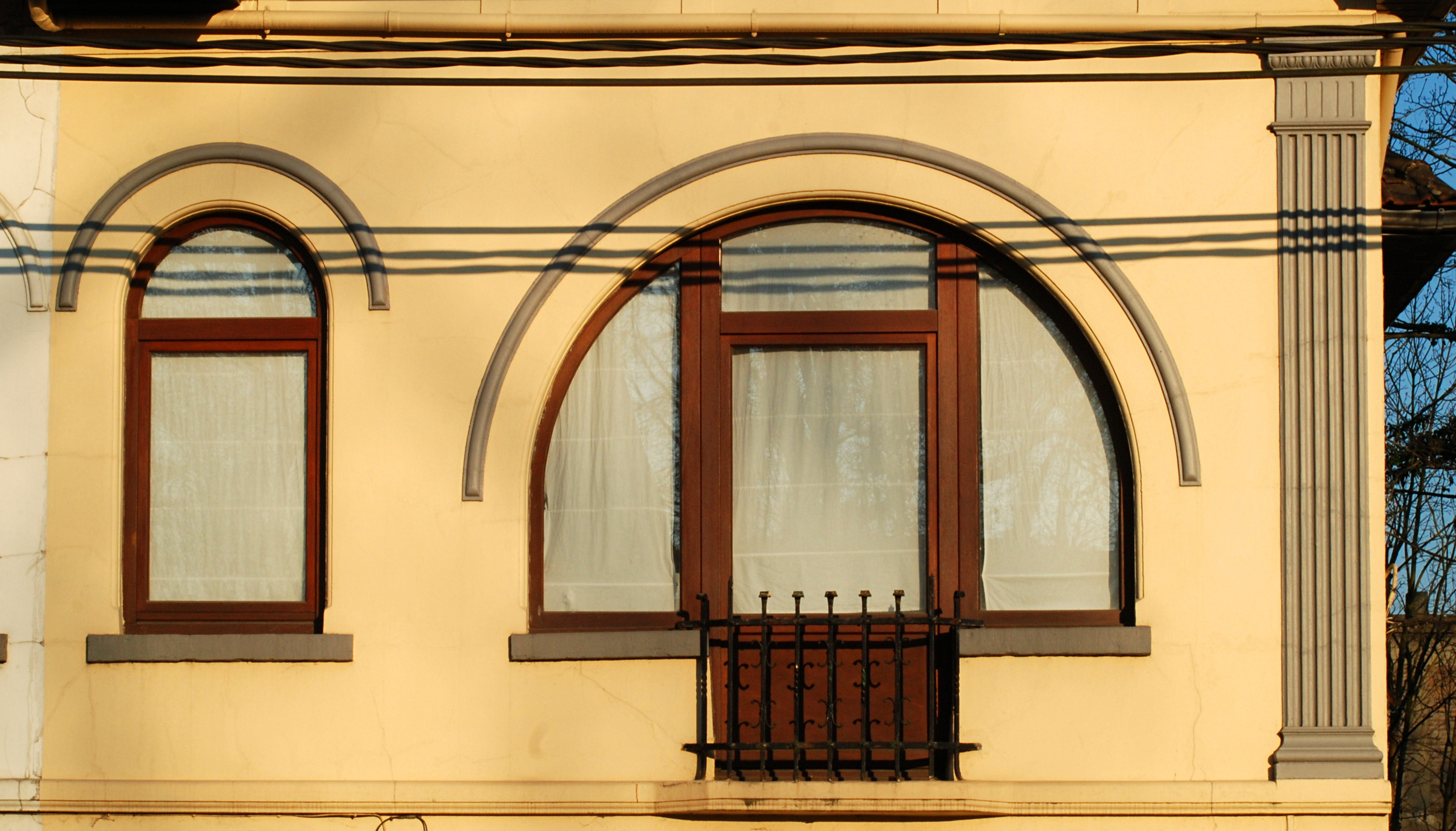
Baies et pilastre de l'étage.

Face au parc, à l'est, se dressaient jusqu'en 2015 deux maisons de style néo-classique (avenue des Combattants 21-23). Bien que reprises à l'« Inventaire du Patrimoine Immobilier Culturel » de la Région wallonne,, elles furent rasées en août 2015 par un promoteur immobilier.
Ces maisons, érigées au début du XXe siècle,, étaient à l'origine habitées par des contremaîtres des Usines Émile Henricot dont le site n°2 était situé juste derrière.
Les façades des deux maisons, entièrement symétriques, étaient enduites et peintes (en blanc à gauche et en jaune à droite). Le rez-de-chaussée était orné de bossages plats à refends tandis que l'étage était percé, pour chaque maison, d'une petite fenêtre cintrée et d'une grande baie cintrée tripartite flanquée d'un beau pilastre cannelé. Les baies étaient surmontées d'un fin larmier en forme de sourcil.
Ces maisons étaient recouvertes de toitures en tuiles à croupette.

Les maisons néo-classiques détruites en 2015
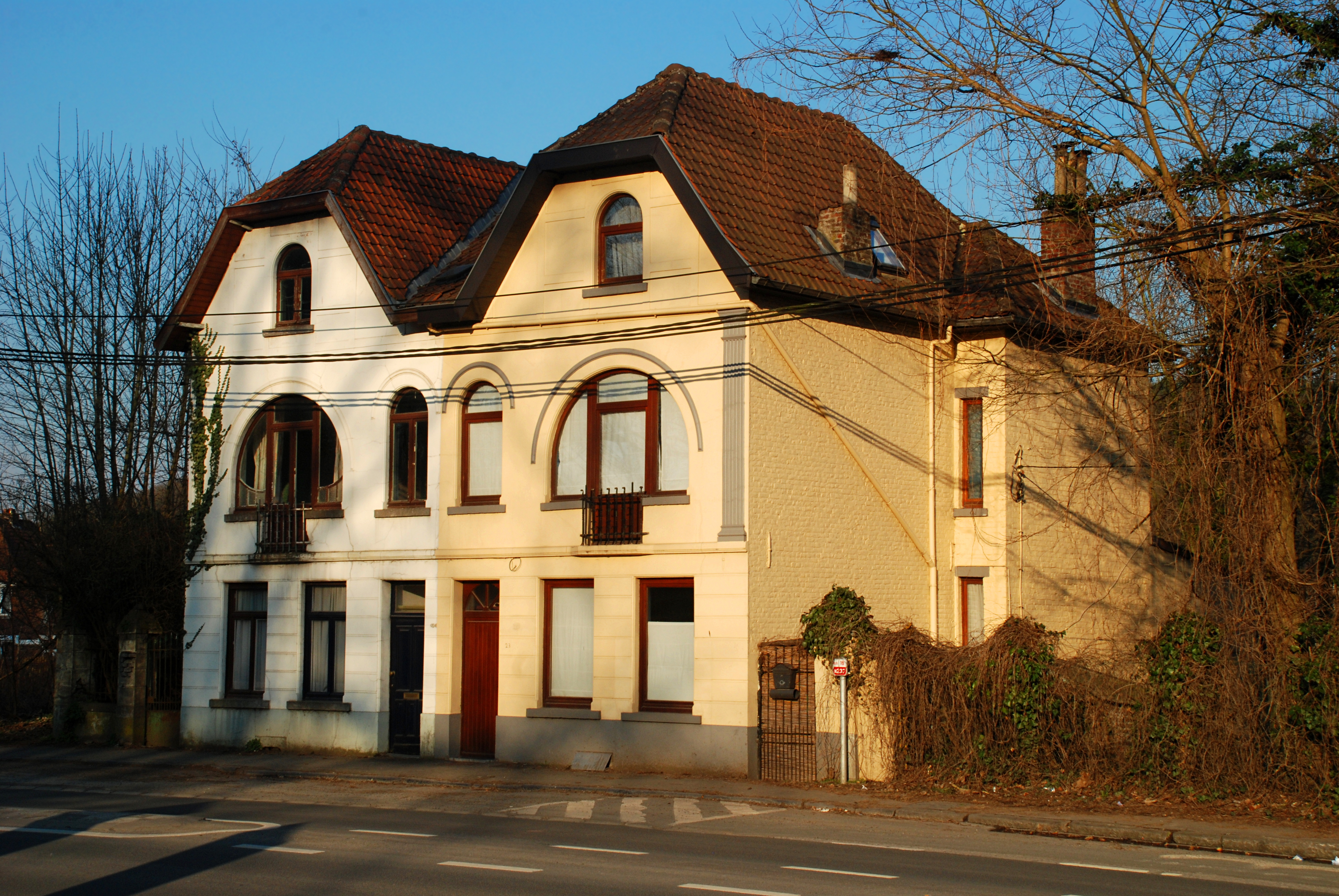
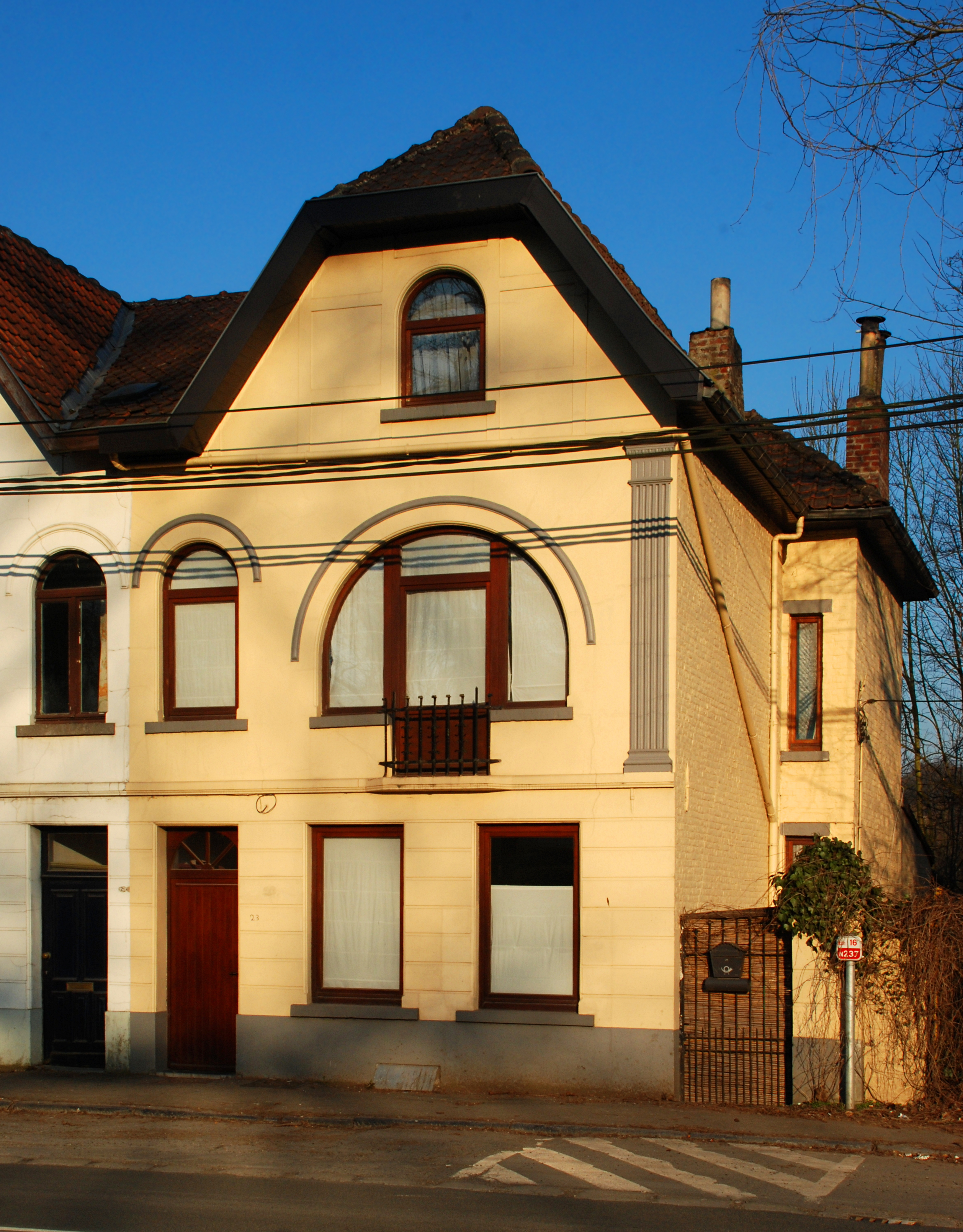
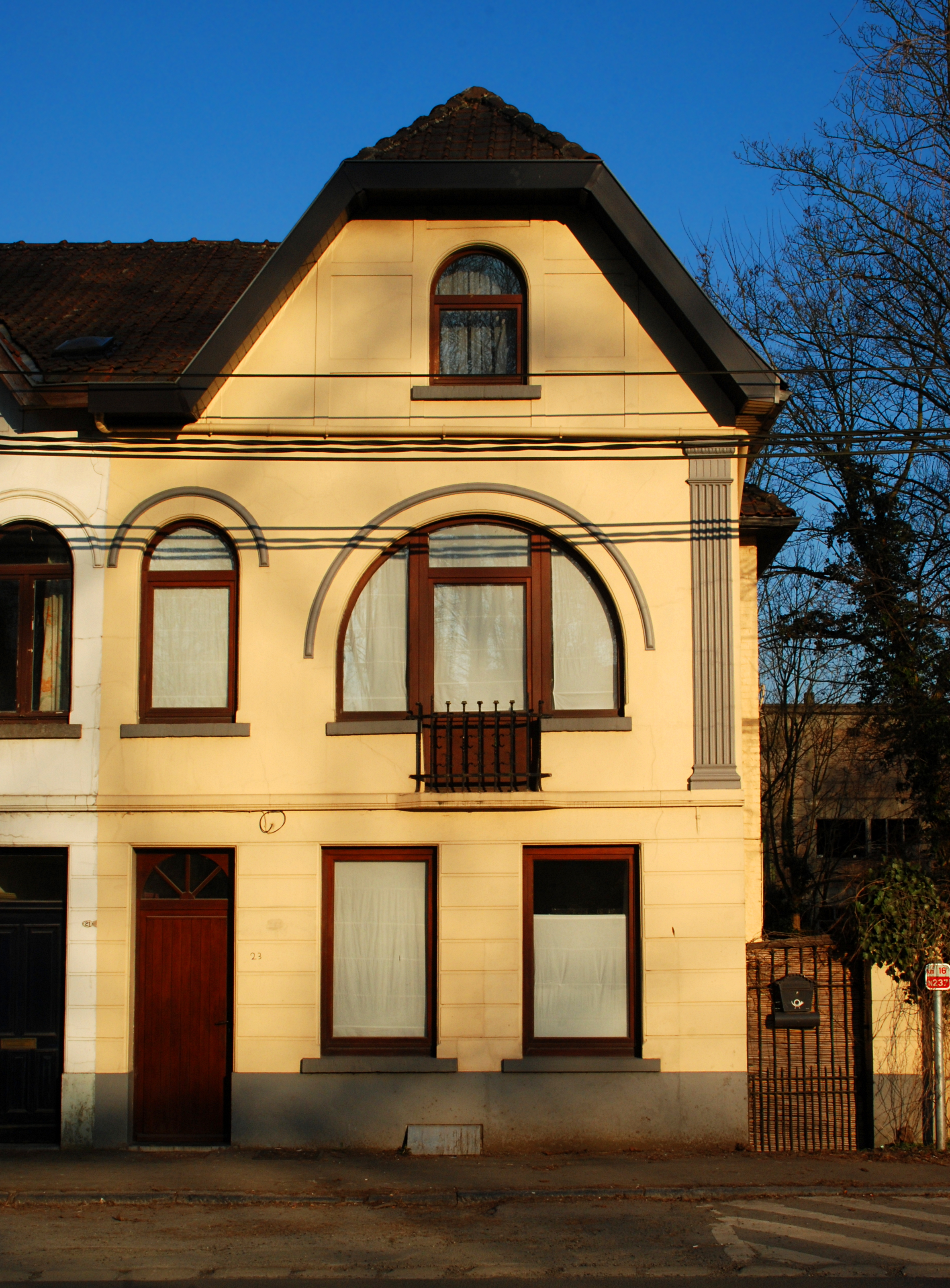